# فرناندو الرابع
فرناندو الرابع (6 ديسمبر 1285 - 7 سبتمبر 1312)، ملك قشتالة (1295 - 1312). ابن سانشو الرابع ملك ليون وقشتالة وزوجته ماريا مولينا، قام بحصار الجزيرة الخضراء سنة 1309، لكنه فشل في الاستلاء على المدينة.
في بداياته حكمه عمه انفانتي خوان، لورد بالثيا دي كامبوس طالب بالعرش ليون وجليقية وإشبيلية وهذا لم يشمل قشتالة مع أن جده فرناندو الثالث موحد مملكتين فيما يعرف تاريخياً بـ«تاج قشتالة» في 1230، إلا أن حفظت كل منهما شخصيته مستقلة، إلا أنه تخلى أنه حقه ودخل في خدمة الملك في 1300، حتى أنه أصبح من أوصياء العرش على أبنه ووريثه ألفونسو الحادي عشر بعد وفاته في 1312، وأيضا كان عليه محاربة أتباع ألفونسو دي لا سيردا أيضا المدعي الأخر هو حفيد ألفونسو العاشر فرض عليه معاهدة تورياس في 1304 حيث تنازل ملك أراغون شبه نهائي عن دعمه كـ«ملك» واعطى له عدة من الأراضي والأمتيازات، ومع ذلك واصل ألفونسو ادعاءه حتى عام 1331، ثم بايع ألفونسو الحادي عشر ملكاً على قشتالة وليون.
تزوج من كونستانس من قشتالة أبنة دينيس ملك البرتغال وإليزابيث من أراغون واستطعت أن تنجب له وريثه ألفونسو الحادي عشر.

## روابط خارجية
- فرناندو الرابع على موقع الموسوعة البريطانية (الإنجليزية)